# Baie Marville
La baie Marville (en anglais : Salvador Water ou Port Salvador ; en espagnol : Bahía de la Maravilla ou Bahía del Aceite) est une baie située sur la côte nord-est de l'île de Malouine orientale, dans l'archipel des îles Malouines. Elle possède une forme complexe, mais pourrait être décrit comme un « M ».
Plusieurs localités sont situées sur les côtes de la baie Teal Inlet, Douglas, Salvador et Rincon Grande. Port-Louis, le plus ancien et principal établissement est également situé à proximité, de l'autre côté d'un étroit isthme, qui sépare la baie Marville de la baie Accaron.

## Histoire

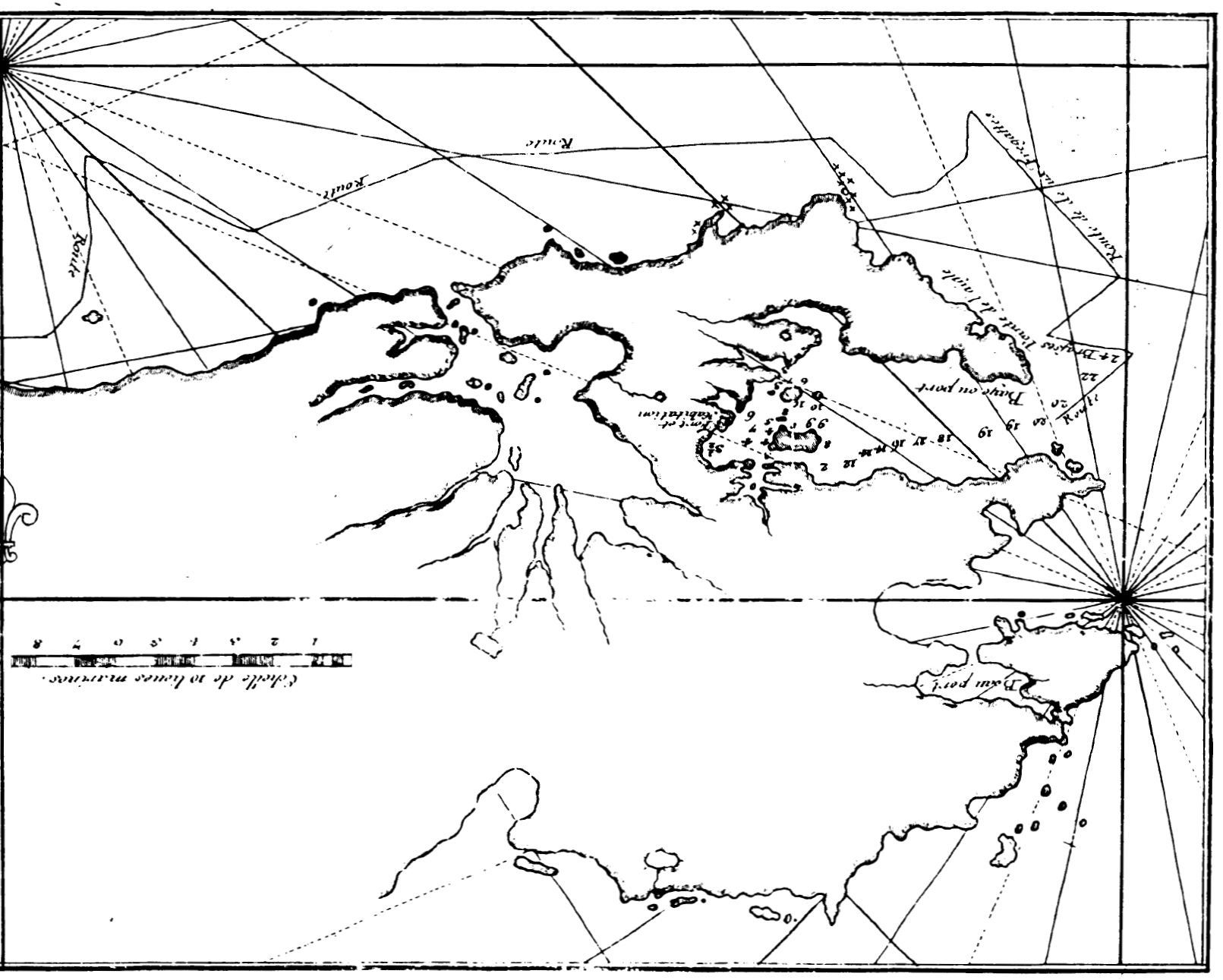
Carte française de la baie Marville (Dom Pernety, 1769)

### Guerre des Malouines
Pendant la guerre des Malouines (1982), la baie Marville est considérée comme l'un des sites potentiels pour un débarquement amphibie britannique mais, finalement, le débarquement britannique aura lieu dans la baie de San Carlos à l'ouest de l'île, dans le détroit des Malouines.